# Герб Лесного (Свердловская область)
Герб города Лесной — официальный символ ЗАТО городской округ «город Лесной».
Герб утверждён Решением № 92 Думы городского округа «Город Лесной» 21 января 2009.

## Описание герба
«В зелёном поле два золотых скрещенных меча в серебряных с отделкой первого металла ножнах. Окруженные тонкой серебряной внутренней каймой, украшенной снаружи таковыми же сосновыми шишками; поверх всего положен золотой знак атома: византин, окруженный тремя цикламорами и сопровождаемый тремя малыми византинами (2 и 1), лежащими на крайних точках цикламоров. Щит увенчан золотой муниципальной короной установленного образца».

## Описание символики герба
Цвет поля и сосновые шишки служат гласными символами к названию городского округа.
Скрещенные мечи, и знак атома показывают роль размещенных в городе производств в поддержании мирового военного паритета.
Наличие внутренней каймы — символ закрытости городской территории.

## Эмблема 1993 года

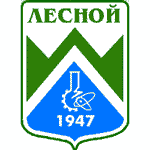
Герб 1993 года

На эмблеме города Лесной изображены три зелёные горы, белое стропило, на синем фоне эмблема, состоящая из реторты, шестерни и атома с орбитами электронов. Ниже эмблемы помещена дата образования в то время рабочего посёлка: «1947».